# Portrait de mademoiselle Fiocre dans le ballet « La Source »
Le Portrait de mademoiselle Fiocre dans le ballet « La Source » est un tableau peint par Edgar Degas vers 1867-1868. Il mesure 130,8 × 145,1 cm. Il est conservé au Brooklyn Museum de New York aux États-Unis.

## Contexte, description, analyse
Le tableau, une huile sur toile de 130,8 × 145,1 cm, peint entre 1867 et 1868 par Edgar Degas, et retouché par lui-même entre 1892 et 1895 (raconté par Paul Valéry in Degas, Danse, Dessin), représente Eugénie Fiocre, première danseuse à l'Opéra de Paris dans le rôle de Nouredda, lors d'une répétition, entre deux représentations, du ballet d'Arthur Saint-Léon, Léon Minkus et Léo Delibes, La Source, créé le 12 novembre 1866 dans la salle Le Peletier.
Le tableau est conservé au Brooklyn Museum de New York. Il précède les autres tableaux de Degas inspirés par les ballets donnés à l'opéra Le Peletier comme L'Orchestre de l'Opéra, les Musiciens à l'orchestre ou Le Ballet de « Robert le Diable » (1871) et Le Ballet de « Robert le Diable » (1876).